# Edolisoma melas
Edolisoma melas là một loài chim trong họ Campephagidae.